# Lokkiluodot (ö i Norra Savolax, Varkaus, lat 62,38, long 27,90)
Lokkiluodot är en ö i Finland. Den ligger i sjön Unnukka och i kommunen Varkaus i den ekonomiska regionen  Varkaus ekonomiska region  och landskapet Norra Savolax, i den sydöstra delen av landet, 290 km nordost om huvudstaden Helsingfors. Öns största längd är 20 meter i nord-sydlig riktning. Notera att namnet antyder att det är fråga om flera öar.